# George H. Bender

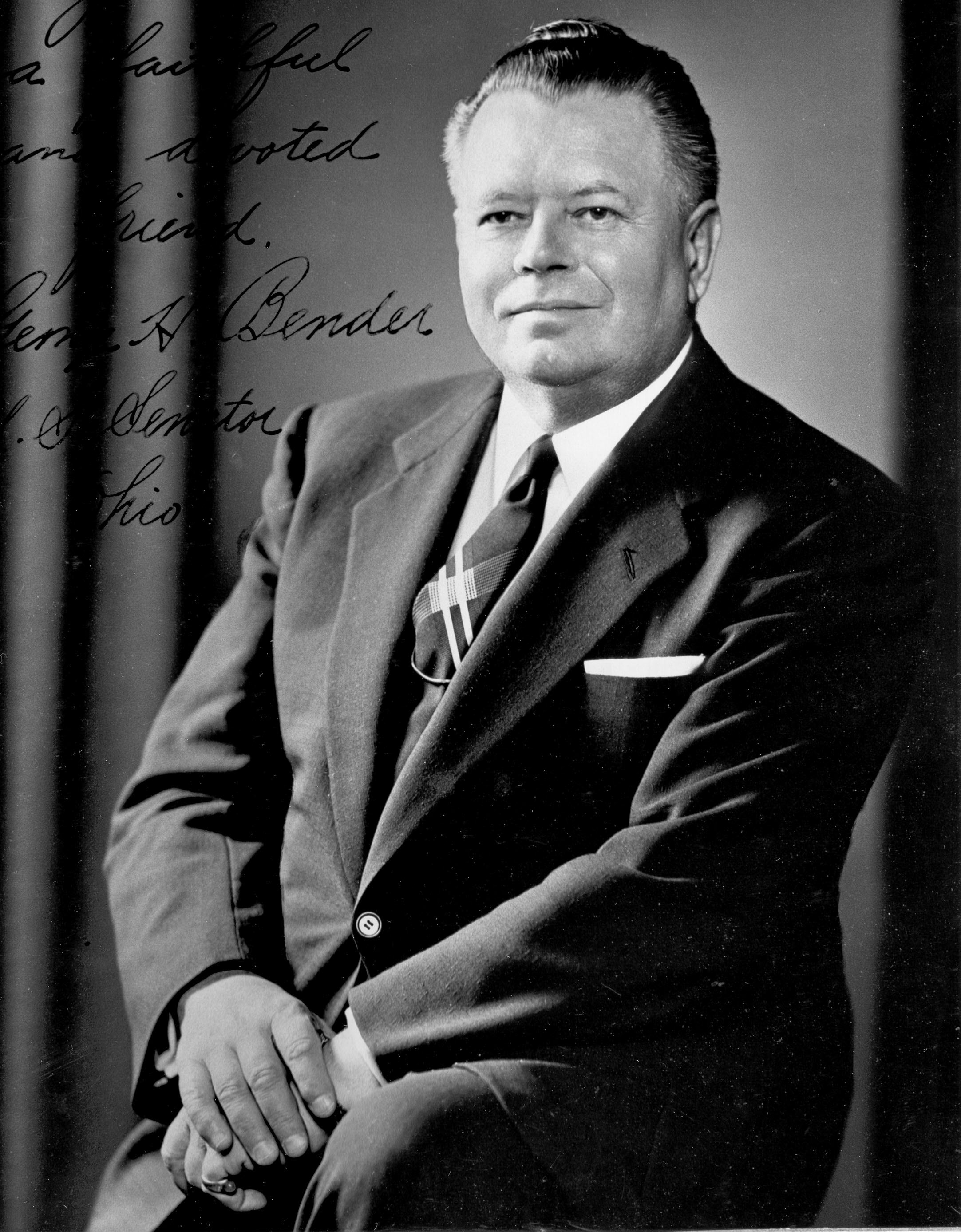
George Bender

George Harrison Bender (* 29. September 1896 in Cleveland, Ohio; † 18. Juni 1961 in Chagrin Falls, Ohio) war ein US-amerikanischer republikanischer Politiker aus Ohio. Von 1938 bis 1948 und von 1950 bis 1954 war er Mitglied des Repräsentantenhauses der Vereinigten Staaten, von 1954 bis 1957 gehörte er dem US-Senat an.

## Kindheit und Jugend
Als Sohn von Joseph Bender und Anna Sir besuchte er die West Commerce High School, wo er 1914 seinen Abschluss machte. Bender interessierte sich schon früh für Politik. Im Alter von 15 Jahren sammelte er 10.000 Unterschriften für eine Petition, die den ehemaligen Präsidenten Theodore Roosevelt dazu ermutigen sollte, 1912 nochmals für das Präsidentenamt zu kandidieren. Er bekam die Gelegenheit, Roosevelt die Petition persönlich zu übergeben.
1916 war er Delegierter auf der Convention der erfolglosen Progressive Party, die lieber dafür stimmte, sich aufzulösen, als einen eigenen Präsidentschaftskandidaten zu nominieren.

## Eintritt in die Politik
1920 heiratete Bender Edna Eckhardt. Aus der Ehe gingen zwei Töchter hervor. Um seine Familie finanziell abzusichern, gründete er, neben seiner politischen Tätigkeit, noch diverse Geschäftsunternehmen. Allerdings hatte die Politik Vorrang vor den geschäftlichen Interessen. Im gleichen Jahr wurde er in den Senat von Ohio gewählt, dessen Mitglied er bis 1930 war. Während dieser Zeit hatte Bender nur begrenzten Einfluss. So versuchte er vergeblich die Einführung eines Tenure-Track für Lehrer durchzusetzen. Zunächst war er Befürworter der Prohibition, was sich aber änderte, nachdem die Polizei aufgrund eines anonymen Hinweises sein Haus durchsucht hatte. 1938 wurde er nach zuvor vier erfolglosen Anläufen in das US-Repräsentantenhaus gewählt. 1948 verlor er seinen Sitz, konnte diesen aber 1950 für vier weitere Jahre zurückgewinnen.

## Kongressabgeordneter
Bender opponierte entschieden gegen die Außen- und Innenpolitik von Präsident Franklin D. Roosevelt. Seine Kritik formulierte er in dem polemischen Buch „The Challenge of 1940“. Die einzigen Aspekte von Roosevelts Politik, die Bender nicht tadelte, waren New-Deal-Programme, besonders die Einrichtung der Works Progress Administration, welche er als vorübergehende Maßnahme akzeptierte.
Mit dem Einsetzen des Kalten Krieges nach 1945 stellte sich Bender gegen den Marshallplan und die Truman-Doktrin. Er bezweifelte zwar nicht die Notwendigkeit, den durch den Krieg verwüsteten europäischen Ländern zu helfen, war aber nicht damit einverstanden, dass die US-Regierung eine direkte Rolle einnahm und die Hilfsleistungen steuerte. Er argumentierte, dass die Mitwirkung für den europäischen Wiederaufbau entweder bei den Vereinten Nationen oder bei nicht-staatlichen Hilfsorganisationen liegen sollte.
Seine starke Parteibindung brachte ihm den Job des Wahlkampfmanagers für Robert A. Tafts Kandidatur für die Nominierung des Präsidentschaftskandidaten auf der Republican National Convention in den Jahren 1948 und 1952 ein.

## Senator
Nachdem Taft 1953 verstorben war, gewann Bender mit einem knappen Vorsprung die Wahl für den frei gewordenen Sitz im US-Senat. Als bekannter Unterstützer von Präsident Dwight D. Eisenhower votierte er nicht nur ständig für die Initiativen der Republikaner, sondern auch für jene des Präsidenten. Seine früheren isolationistischen Ansichten milderten sich in beträchtlichem Maße ab. Außerdem befürwortete er auch mehr US-amerikanisches Engagement im Ausland, was auch Hilfen für Länder des ehemaligen Britischen Weltreiches beinhaltete.
Bei den Wahlen 1956 verlor er seinen Sitz an den populären Demokraten Frank J. Lausche. Nach dem Ausscheiden aus dem Senat im Jahr 1957 arbeitete er ein Jahr im Innenministerium. Während dieser Zeit setzte er sich für die Aufnahme Alaskas als 49. Bundesstaat ein.

## Teamsters Union
1958 wurde Bender von Jimmy Hoffa für den Vorsitz einer Kommission engagiert, die das Racketeering in der Teamsters Union untersuchen sollte. Ende des Jahres konnte er Hoffa mitteilen, dass die Gewerkschaft frei von Korruption war. Seine Kollegen in der Kommission teilten diese Meinung nicht. Bender führte daraufhin seine Untersuchungen fort, wofür er der Gewerkschaft ein außerordentlich hohes Honorar in Rechnung stellte.
Seine politischen Erfolge wurden durch Korruptionsvorwürfe wegen seiner Verbindungen zu der Gewerkschaft getrübt. Bender wurde beschuldigt, eine 1956 durchgeführte Untersuchung abgekürzt zu haben, nachdem er eine hohe Wahlkampfspende erhalten hatte. 1958 wurden die Vorwürfe von einem Senatskomitee begutachtet, jedoch nicht sanktioniert.
1960 kandidierte er erfolglos als Delegierter für die Republican National Convention und 1961 für den Posten in einem republikanischen Bezirkskomitee. Daraufhin zog er sich in einen selbst auferlegten Ruhestand zurück und starb kurze Zeit später.